# Cho Young-wook
Cho Young-wook (조영욱?; Seul, 5 febbraio 1999) è un calciatore sudcoreano, attaccante del Seoul.

## Carriera

### Club
Cresciuto nel settore giovanile del Seoul, ha esordito in prima squadra il 1º marzo 2018 disputando l'incontro di K League 1 pareggiato 1-1 contro il Jeju SK. Segnerà a sua prima rete nella sconfitta per 2-1 contro il Jeonnam Dragons. Nell'edizione successiva del campionato segnerà una rete nella vittoria per 2-1 ai danni del Gyeongnam FC. Il 17 ottobre 2020 segnerà la rete che permetterà alla sua squadra di battere per 1-0 il Seongnam FC.

### Nazionale
Giocando in Nazionale Under-19, ha segnato una rete nell'amichevole vinta per 1-0 contro il Giappone.Durante le qualificazioni per il campionato asiatico di calcio giovanile, metterà a segno una tripletta vincendo per 11-0 contro il Brunei e sarà autore di una doppietta nella vittoria contro il Timor-Leste per 4-0, ottenuta la qualificazione, aprirà le marcature nella vittoria per 3-1 contro la Giordania, e segnerà due calci di rigore nella vincendo per 3-1 contro il Vietnam, in finale segnerà un gol con un rigore trasformato ma sarà l'Arabia Saudita a vincere, per 2-1.
Con la nazionale Under 19 gioca nella Coppa d'Asia giovanile, segna una rete battendo la Giordania per 3-1, e con lo stesso risultato batte il Vietnam dove segna due rigori, ne trasforma un altro perdendo la finale per 2-1 contro l'Arabia Saudita, invece con la Corea del Sud Under-20 giocherà nel Mondiale in Polonia vincendo l'argento, segnando una rete nella vittoria per 2-1 contro l'Argentina, durante i quarti di finale, in una partita molto combattuta contro il Senegal, segnerà una rete nel secondo tempo supplementare, la partita finirà in parità per 3-3 e ai rigori il tiro di Cho Young-wook verrà parato dal portiere Dialy Ndiaye, questo però non pregiudicherà la partita dato che la Corea del Sud vincerà per 3-2.
Giocherà con la Nazionale della Corea del Sud Under-23 alla Coppa d'Asia Under-23 segnando una rete nella vittoria per 2-1 contro il Vietnam e una doppietta sconfiggendo per 4-1 la Malesia.
Il 21 gennaio 2022 debutta con la nazionale maggiore in un'amichevole contro la Moldavia vincendo, Young-wook segna il gol del 4-0.

## Statistiche
Statistiche aggiornate al 18 maggio 2019.

### Presenze e reti nei club
| Stagione        | Squadra         | Campionato      | Campionato | Campionato | Coppe nazionali | Coppe nazionali | Coppe nazionali | Coppe continentali | Coppe continentali | Coppe continentali | Altre coppe | Altre coppe | Altre coppe | Totale | Totale | Totale |
| Stagione        | Squadra         | Comp            | Pres       | Reti       | Comp            | Pres            | Reti            | Comp               | Pres               | Reti               | Comp        | Pres        | Reti        | Pres   | Reti   |        |
| --------------- | --------------- | --------------- | ---------- | ---------- | --------------- | --------------- | --------------- | ------------------ | ------------------ | ------------------ | ----------- | ----------- | ----------- | ------ | ------ | ------ |
| 2018            | Seoul           | KL              | 30+2       | 3+1        | CC              | 1               | 0               |                    | -                  | -                  |             | -           | -           | 33     | 4      |        |
| 2019            | Seoul           | KL              | 8          | 1          | CC              | 0               | 0               |                    | -                  | -                  |             | -           | -           | 8      | 1      |        |
| Totale carriera | Totale carriera | Totale carriera | 40         | 5          |                 | 1               | 0               |                    | -                  | -                  |             | -           | -           | 41     | 5      |        |

## Palmarès
- Giochi asiatici: 1

2022